# Charles Dennis Adams
Charles Dennis Adams (1920 - 2005) fue un botánico, fitopatólogo, y pteridólogo estadounidense. En 1976, el Dr. Charles Dennis Adams se unió al departamento de Botánica y Fitopatología, de la Universidad de las Indias Occidentales, como ecólogo y taxónomo. Exitosamente revivió la investigación de plantas en Trinidad y Tobago, mediante el empleo de un conservador de Posgrado para el herbario.

## Algunas publicaciones

### Libros
- charles dennis Adams, ahg Aiston. 1955. A list of the Gold Coast Pteridophyta. Bull. of the British Museum (Natural History). Botany 1 (6 ). Vol. 1, N.º 6 de Bulletin of the British Museum. 185 pp.
- charles dennis Adams, kenneth Magnus, compton Seaforth. 1963. Poisonous plants in Jamaica: a brief review of Jamaican plants which contain known poisons. N.º 2 de Caribbean affairs. Ed. Dept. of Extra-Mural Studies, University of the West Indies. 40 pp.
- 1971. The blue mahoe & other bush: an introduction to plant life in Jamaica. Ed. McGraw-Hill Far Eastern Publish. 159 pp.
- 1972. Flowering plants of Jamaica. University of the West Indies. 848 pp.
- 1976. Caribbean flora. Ed. Nelson Caribbean. 61 pp.
- deborah a. Lachman-White, charles dennis Adams, ulric o'D Trotz. 1992. A guide to the medicinal plants of coastal Guyana. Ed. Commonwealth Secretariat. N.º 225 de Commonwealth Science Council Technical Paper. 350 pp. ISBN 0-85092-387-5
- 1994. Caribbean Flora [Illustrated]. 61 pp. ISBN 0-17-566186-3

- La abreviatura «C.D.Adams» se emplea para indicar a Charles Dennis Adams como autoridad en la descripción y clasificación científica de los vegetales.[3]